# Maison royale de Semou Ndiké Diouf
La Maison Royale de Semou Jiké Diouf (Sérère : « Mbind Sem-Jiké » ou « Mbin Semou Njike Juuf » ou « Mbind Semu Jike Juuf », wolof : « Keur Semou Ndiké Diouf » ou « Keur Semou Djiké ») est une dynastie royale qui a régné sur le Royaume du Sine - aujourd'hui Sénégal.

## Histoire
La Maison Royale de Semou Ndiké Diouf a été fondée au début du XVIIIe siècle par Maad Semou Ndiké Diouf. Il s'agit de la troisième et dernière maison royale fondée par la Dynastie Diouf paternelle de Sine et du Saloum pendant la période Guelwar - depuis le règne de Maad a Sinig Maysa Wali Jaxateh Manneh et Maad a Sinig Mahecor Diouf (1350 et 1969 respectivement,. De la date de sa fondation jusqu'à la dissolution du Sine en 1969, au moins 7 rois issus de cette maison royale se sont succédé sur le trône du Sine.

## Liste des Rois
Liste des rois de la Maison Royale de Semou Ndiké Diouf :
- Maad a Sinig Boukar Tjilas Sanghaie Diouf (ou Boukar Tjilas Sanghaie Joof en Gambie), fils de Maad Semou Ndiké, est le premier roi du Sine issu de la maison royale de Maad Sémou Diouf Ndiké. Dates de règne estimées : 1724 - 1735[5].
- Maad a Sinig Boukar Tjilas a Mbotil Diouf. Dates de règne estimées : 1735 - 1750 [6].
- Maad a Sinig Mbaye Fotlou Diog Diouf. Dates de règne estimées : 1763 -1770[6].
- Maad a Sinig Ama Diouf Gnilane Faye Diouf est le roi le plus controversé de cette maison royale. Dates de règne : 1825 - 1853[3].
- Maad a Sinig Coumba Ndoffène Famak Diouf est l'un des rois les plus célèbres de cette maison royale. Dates de règne : 1853 - août 1871[3].
- Maad a Sinig Semou Mak Diouf, maltraité physiquement par son tuteur et oncle (Maad a Sinig Sanmoon Faye) dans son enfance, il l'a ensuite battu et a ainsi réussi à accéder au trône lors d'un combat épique dans les environs de Diouroup. En novembre 1881, Ainsi Maad a sinig Semou Mak Diouf a délivré le royaume du Sine de Maad a Sinig Sanmoon Faye qui était décrit comme le roi le plus sanguinaire et le plus mystique de l'histoire du Sine. À cause de cette bataille hautement mystique, Maad a Sinig Semou Mak Diouf, qui en est sorti atteint, n'est resté au pouvoir que quatre(4) ans. Dates de règne : 1878 - 1882*[3].
- Maad a Sinig Amadi Baro Diouf. Il défait Maad a Sinig Mbaké Mak N'Diaye à la Bataille de Patar. Alors qu'il jouait à un jeu de plateau avec son serviteur à Ndiob, il se fait surprendre par les hommes de Maad a Sinig Mbaké Mak qui le tuent[7]. Dates de règne : 1882 - 1884[3].
- Maad a Sinig Mahecor Diouf est le dernier roi du Sine. Il meurt en 1969, la même année que le dernier roi du Saloum (Maad Saloum Fodé N'Gouye Diouf). Dates de règne : 1924 - 1969 [3].